# Pervertum
Pervertum was een Oostenrijkse blackmetalband uit Wenen.

## Geschiedenis
Pervertum werd opgericht door Cromm (zang), Necros (gitaar), Yog Sototh (gitaar), Aisthasis (bas) en drummer Trifixion of the Horned King (ex-Summoning). In 1994 verscheen de demo Creature of Ungod. Pervertum maakte deel uit van het Oostenrijkse Black Metal Syndicate (A.B.M.S.) samen met bands als Golden Dawn, Werwulf, Trifixion en aanvankelijk ook Pazuzu. Overeenkomstig was de band met twee nummers op het A.B.M.S.-verzamelalbum A.B.M.S. – Norici Obscura Pars (1995) vertegenwoordigd. De scene werd nauw verbonden met Michael Pieschs onafhankelijk label Lethal Records, dat ook Pervertum onder contract nam. Op dit label verscheen in 1995 het enige album Creature of Ungod.

## Muziekstijl
Pervertum speelde snelle black metal, die sterk werd beïnvloed door de tweede golf van blackmetalbands uit Noorwegen. Hun muziek bevat bepaalde invloeden van deathmetal.

## Discografie
- 1993: Creature of Ungod (demo)
- 1995: Blackstone und Prometheus op A.B.M.S. – Norici Obscura Pars (cd, Dark Matter Records)
- 1995: Creature of Ungod (cd, Lethal Records)